# Ongedaan gedaan
Ongedaan gedaan is een Nederlandse film uit 1989 van Frans van de Staak. Hij is gebaseerd op een scenario van Stan Lapinski en Frans van de Staak. De film heeft als internationale titel What's done is done.

## Rolverdeling
| Acteur                    | Personage |
| ------------------------- | --------- |
| Thom Hoffman              | Anton     |
| Martien van den Ouwelant  | Anton     |
| Olga Zuiderhoek           | Brigitte  |
| Catherine ten Bruggencate | Brigitte  |
| Titus Muizelaar           | Clemens   |
| Hans Hausdorfer           | Clemens   |
| Chris Jolles              | Diane     |
| Lineke Rijxman            | Diane     |